# Ни дня без строчки
«Ни дня без строчки» — книга Юрия Олеши, представляющая собой цикл миниатюрных зарисовок, созданных на биографическом материале. Выход книги, собранной из архивов, дневников и записных книжек Олеши уже после смерти автора, стал ответом для тех, кто пытался понять причины многолетнего «литературного молчания» писателя.
Отрывки из книги впервые опубликованы в 1956 году (альманах «Литературная Москва»). Отдельное издание вышло в 1965 году (издательство «Советский писатель»).

## Содержание

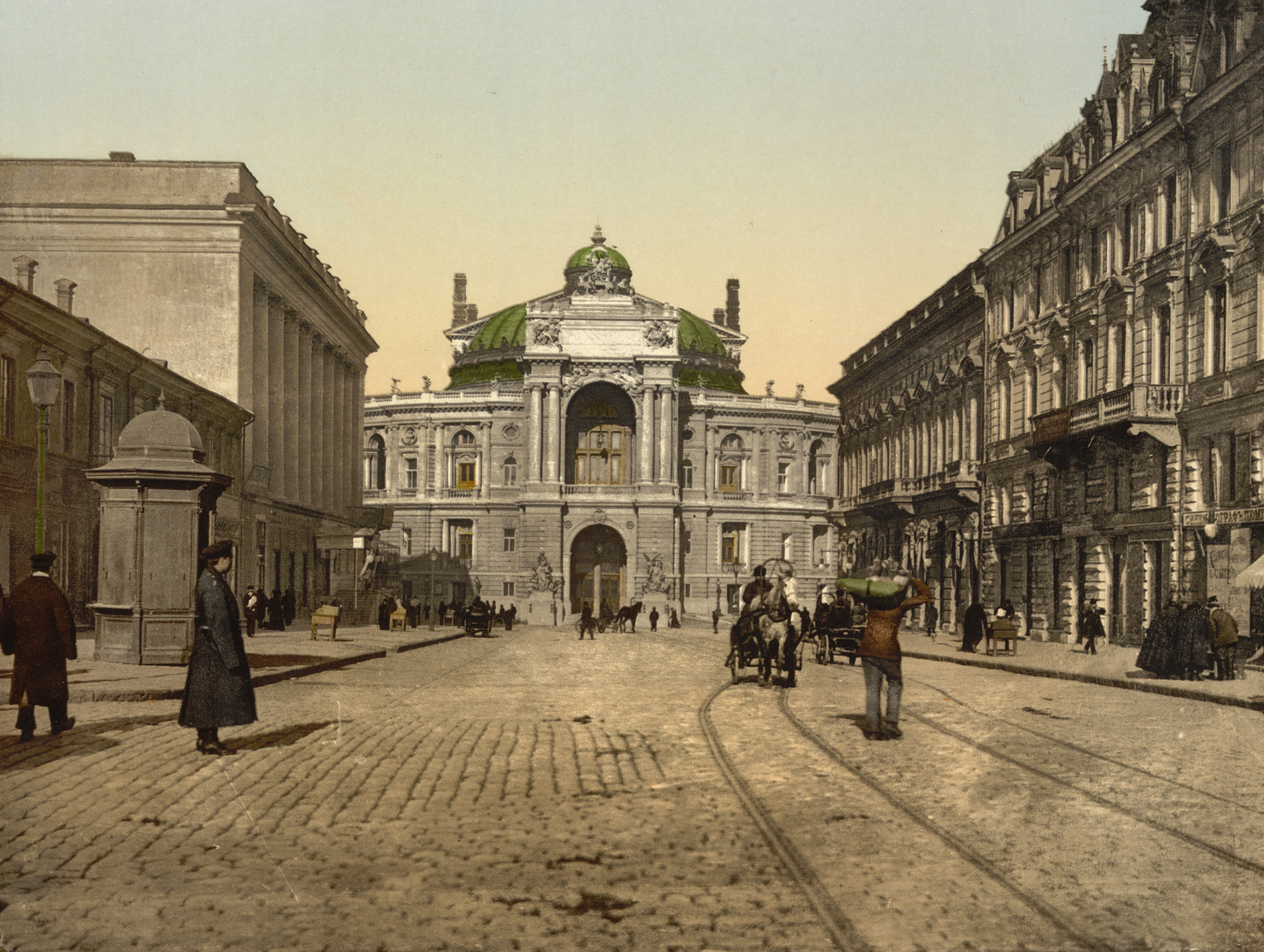
Одесса в 1896 году. Фотохром Петра Павлова

Книга открывается воспоминаниями об одесском детстве Олеши. Первый спектакль, увиденный в театре, — «Дети капитана Гранта»; первая самостоятельно прочитанная книга — очерки об истории Польши «Басне людове» («Народные сказания») на польском языке. Самое большое недоумение и скуку вызвали басни Крылова из библиотеки Вольфа: сборник был хорошо иллюстрирован, однако изображённые на его страницах лисицы и медведи совсем не походили на героев сказок Гауфа или братьев Гримм.
Русскому языку и арифметике мальчика учила бабушка. К моменту поступления в Ришельевскую гимназию юный Олеша уже был знаком с географической картой и умел писать готические немецкие буквы. Фамилия Маяковский звучала в гимназии на каждом шагу и вызывала трепет: так звали очень строгого учителя истории.
В памяти рассказчика сохранилось появление первых лампочек — они загорались медленно, постепенно, и посмотреть на техническую новинку приходили все соседи. Такой же ажиотаж вызвал первый одесский трамвай, выкрашенный в жёлто-красный цвет: за его движением наблюдала толпа горожан.
Однажды во время прогулки с Катаевым им встретился человек, показавшийся Олеше злым и старым. Катаев уже знал надменного господина с тростью; он же представил их друг другу. Этот «старик» прожил ещё несколько десятилетий и написал много прекрасных книг — это был Иван Бунин.
С Багрицким Олеша как-то пошёл в университет. В аудитории профессор-филолог рассказывал о сонетах. Внезапно Багрицкий перебил лектора, заявив, что может сочинить сонет на глазах у всех. Оживившиеся студенты предложили тему — «камень». Поэт справился с заданием менее чем за пять минут: в его сонете, написанном на доске без помарок, фигурировали праща, битва и надгробный камень.

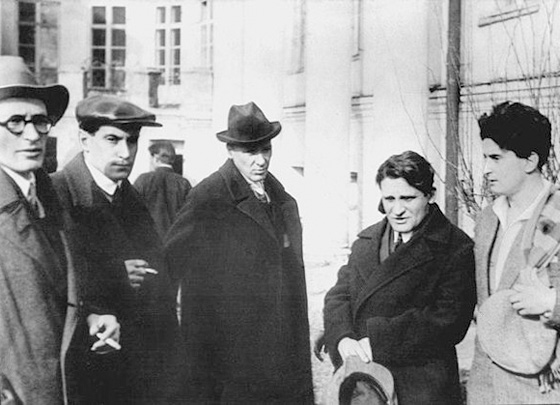
М. Файнзильберг, В. Катаев, М. Булгаков, Ю. Олеша, И. Уткин в день похорон Маяковского. Фото И. Ильфа, 1930.

Следующий этап жизни — Москва, редакция газеты «Гудок», стихотворные фельетоны, публикуемые под псевдонимом Зубило. Первым жильём стала деревянная комнатка в типографии; там же, за фанерной стенкой, жил Ильф. В один из вечеров в их квартиру Катаев привёл Есенина; поэт был нетрезв, наряден и эмоционален: он так читал своего «Чёрного человека», что уронил этажерку.
Сильнейшее жизненное впечатление тех лет — знакомство с Маяковским; по признанию Олеши, пиетет и восторг перед поэтом были столь велики, что ради встреч с ним он готов был отменить любое свидание с девушкой.
Большой раздел, получивший название «Золотая полка», — это рассказы о любимых книгах. Открывает список Данте с «Божественной комедией». Далее идут Монтень, Гоголь, Эдгар По, Марк Твен и Лев Толстой; «Война и мир», прочитанная в юности, запомнилась ещё и тем, что Олеша вырвал из книги страницы о Наташе Ростовой и Андрее Болконском и послал их девушке, в которую был влюблён. Лучшими поэтическими строчками, написанными на русском языке, автор назвал фетовские «В моей руке — какое чудо! — твоя рука».

## История создания

### Литературное молчание
Молчание порою требует от писателя не меньшего мужества и таланта. Просто писатель чувствует, что не имеет права говорить ниже того уровня, на котором говорил и писал раньше. А сказать лучше, больше — он чувствует, что пока не может. <...> Я говорю о внутреннем контроле, отказе публиковать написанное. Как у Олеши, например.
Растянувшийся на десятилетия творческий простой Олеши, который после «Зависти» (1927) не создал ни одного крупного произведения, стал поводом для появления в истории литературы понятия «писательское молчание». О его причинах критики и коллеги по цеху высказывались по-разному. Исай Рахтанов вспоминал, что после Первого съезда советских писателей (на котором речь Олеши не раз прерывалась аплодисментами) Александр Фадеев говорил молодому прозаику: «Мы всё для тебя сделаем, Юра, только пиши». Но писать в тех условиях Олеша так и не смог:
Он не смог приспособить свой Божий дар к требованиям времени и превратиться, допустим, в Панфёрова, Корнейчука или Всеволода Вишневского.
Журналист Евгений Голубовский предлагал вчитаться в речь Олеши на съезде, чтобы понять, что означало для этого «блестящего стилиста» столкновение с миром колбасников, им же описанным в «Зависти».
Поэт Константин Ваншенкин сравнивал Олешу с Михаилом Светловым, который точно так же «не смог надолго вписаться в литературную жизнь», и противопоставлял им обоим Валентина Катаева, сумевшего «талантливо приспособиться к запросам времени». Другое сравнение — с Фаиной Раневской — сделал Владимир Кантор; по мнению литературоведа, история писателя и актрисы — это трагедия людей «почти сломленных», но всё же сохранивших себя:
Когда он перестал писать романы, он всё же пытался отстаивать себя, своё мастерство, как гурман, фиксируя свои мысли, наблюдения, образы, замечая при этом, что в нём ворочаются осколки разрушенного титана. Фиксируя ни для кого. Для себя.

### Судьба рукописи
По свидетельству драматурга Александра Гладкова, в мае 1958 года Олеша в разговоре с ним упомянул, что хочет выпустить новую книгу, которая будет озаглавлена «Слова, слова, слова…» О том же самом названии говорил журналист Исаак Глан, уточнявший, что в заголовке будет зафиксирован ответ Гамлета на вопрос Полония.
Другой вариант присутствует в книге Валентина Катаева «Алмазный мой венец»: писатель утверждал, что Олеша (Ключик) намеревался назвать своё последнее произведение «Книгой прощания», но «не назвал, потому что просто не успел».
Книга создавалась в течение многих лет, страницы накапливались, но автор никак не мог поставить точку и сдать рукопись машинистке. Когда врачи сообщили о болезни писателя, введя строгие ограничения на курение и алкоголь, поэт Лев Озеров встретил на улице «респектабельного Олешу»: трезвого, угрюмого, в новой шляпе. В ходе недолгого разговора писатель рассказал о своих ближайших планах: за отпущенный земной срок ему хотелось бы встретиться с Чарли Чаплином, побывать в музее восковых фигур и дописать свою последнюю книгу.
Точку в незавершённой рукописи поставила смерть. После ухода Олеши остался огромный архив, который разбирали и систематизировали вдова писателя Ольга Суок, литературоведы Михаил Громов и Виктор Шкловский:
Мы разбирали по сортам бумаги, по машинкам, по пожелтелости листов. Нашли планы. И вот книга лежала готовой на столе, сложилась в папке, а потом в книге.

### Публикации
Первые фрагменты будущей книги были опубликованы в 1956 году в альманахе «Литературная Москва» под заглавием «Из литературных дневников». Сначала идут заметки о литературе и литераторах, затем — раздел «Ни дня без строчки», включающий 24 пронумерованных отрывка. Этот раздел построен автором иначе, чем первая часть, — в нём рассуждения о литературе чередуются с личными воспоминаниями и бытовыми зарисовками. Публикация снабжена указанием на то, что записи сделаны в 1954—1956 годах.
В том же году вышла последняя прижизненная книга Олеши «Избранные сочинения». В неё включен раздел «Воспоминания, статьи, из записных книжек». Последняя часть повторяет структуру публикации в альманахе «Литературная Москва», однако количество текстов увеличено. Внутри общего раздела выделен подраздел «Из записных книжек 1954—1956», а внутри него — «Заметки, замыслы, планы» и «Из записей „Ни дня без строчки“».
Новые фрагменты будущей книги публиковались под общим названием «Ни дня без строчки» в периодике следующие 5 лет после смерти Олеши: «Литература и жизнь» (1960, 13 мая), «Литературная газета» (1960, 4 октября), «Учительская газета» (1961, 3 июня), «Советский цирк» (1961, № 6), «Октябрь» (1961, № 7—8),, «Литературная Россия» (1963, 1 января), «Вопросы литературы» (1964, № 2), «Наука и религия» (1965, № 1).
В 1965 году выходит отдельная книга «Ни дня без строчки» под редакцией М. П. Громова и с предисловием В. Б. Шкловского. В предисловии впервые появляется слово «роман» применительно к записям Олеши. В книгу входят все фрагменты, опубликованные ранее, они дополнены новыми отрывками. Отрывки организованы хронологически: сначала идут записи о детстве, затем о юношеских годах и так далее.
В 1974 году был выпущен сборник «Избранное», включавший в себя новую редакцию под сходным названием «Ни дня без строчки: Воспоминания и размышления». В дальнейшем переиздавался именно этот вариант текста, однако уже без указания на редактуру Громова.
В 1999 году В. В. Гудкова выпустила под заголовком «Книга прощания» новую редакцию, включающую большое количество ранее не публиковавшихся материалов. Записи Олеши представлены здесь как дневники: они упорядочены хронологически, то есть датированные отрывки выстроены по порядку, а не датированные отнесены к тому периоду, который в них описан. Это наиболее полное издание поздних рукописей Олеши.
В 2013 году вышла новая версия книги под названием «Прощание с миром: из груды папок» в редакции Б. Я. Ямпольского, подготовленной ещё в 1970-е годы. Составитель, опираясь на издания 1965 и 1974 годов, указывает на нестыковки в компоновке отрывков, произвольность редакторских решений и предлагает свой вариант композиции.

## Художественные особенности

### Жанр и форма
Новаторство Олеши, по мнению исследователей, заключается в том, что он создал новый жанр — метафорическую мозаику. В «Ни дня без строчки» миниатюрные зарисовки, объединённые сюжетом, легко сцепляют время и пространство; эта новая форма позволила автору чувствовать себя совершенно свободным.
Несмотря на незавершённость книги, в ней присутствует цельность, считал писатель Лев Славин. По его мнению, некоторые из миниатюр — «Маска», «Девочка-акробат», «Костёл» — можно назвать литературными шедеврами. Писатель, подробнейшим образом рассматривая движение времени, сумел «превратить макромир в микромир». Художник Александр Тышлер сравнил миниатюры Олеши с лоскутками, из которых впоследствии сложился «удивительный ковёр»; Лев Озеров увидел в книге расколовшееся на кусочки большое зеркало, а в каждом из его фрагментов — «чудесную частицу эпоса Олеши».
Своё объяснение того, почему длинный, «протяжённый» роман был чужд Олеше, а фрагментарность стала его творческим почерком, дал поэт Иосиф Бродский:
Фрагментарность — это совершенно естественный принцип, присутствующий в сознании любого поэта. Это принцип коллажа или монтажа, если угодно. Протяженная форма — это то, чего поэт просто по своему темпераменту не выносит.
Фрагментарное письмо, ставшее основой книги, привело к тому, что писатель открыл в себе «тайное желание привести каждую из фраз к метафоре».

### Стиль
Пожалуй, нет в нашей литературе другого случая, когда посмертная книга писателя, найденная близкими в отрывочных страницах, вдруг становится вровень с главной, основной его книгой.
Критик Владимир Огнёв, отметив точность речи, пластику языка, наблюдательность автора, а также созданные им «в духе самоновейшей поэзии» образы, поставил Олешу «в первые ряды русской прозы XX века».
Подтверждением того, что каждая фраза писателя долго шлифовалась и оттачивалась, является диалог между Олешей и неким литератором, выпустившим много книг. Когда тот попытался попенять Олеше, что всё написанное им можно прочитать за одну ночь, Юрий Карлович ответил: «А я за одну ночь могу написать всё, что вы за свою жизнь написали».
По свидетельству Александра Гладкова, «лёгкая и артистически изящная» книга «Ни дня без строчки» создавалась мучительно: порой одна фраза преследовала писателя несколько дней; сам он признавался, что иные предложения рождались не в творческих, а «в физических муках»:
Это книга собирания потерявшейся души поэта, книга выздоровления. В этом её светоносность, внутренняя окрылённость и, несмотря на частые драматические ноты, её постепенно, как музыкальное крещендо, нарастающий оптимизм.

## Олеша и Катаев
В середине 1970-х годов Валентин Катаев выпустил книгу «Алмазный мой венец», в которой некоторые исследователи увидели влияние Олеши: так, Константин Ваншенкин отмечал, что «поздний Катаев весь отсюда».
Ранее сам Катаев откликнулся на «Ни дня без строчки» фразой о том, что Олеша, предчувствовавший новую романную форму, находился «накануне огромных открытий» в литературе. По уверенному предположению Якова Хелемского, Катаев в своих поздних произведениях действительно «реализовал „предчувствия“ друга». При этом ни о каком прямом подражании творческой манере Олеши речь не идёт: «масштаб дарования Катаева» не позволил бы ему слепо воспроизводить найденную товарищем форму, зато дал стимул продолжить поиски, начатые автором книги «Ни дня без строчки».
Ирина Панченко убеждена, что, создав в «Алмазном моём венце» образ художника-метафориста Ключика, в котором без труда можно узнать Олешу, Катаев воздал должное памяти этого «мастера слова».